# Drapetsóna
Drapetsóna (Drapetsona) är en ort i Grekland.   Den ligger i prefekturen Nomós Piraiós och regionen Attika, i den sydöstra delen av landet, 9 km väster om huvudstaden Aten. Drapetsóna ligger 33 meter över havet och antalet invånare är 13 968.
Terrängen runt Drapetsóna är platt åt sydost, men åt nordväst är den kuperad. Havet är nära Drapetsóna åt sydväst. Närmaste större samhälle är Aten, 8,8 km öster om Drapetsóna. 